# Wzór Dobińskiego
Wzór Dobińskiego – w kombinatoryce wzór wyrażający liczbę podziałów zbioru {\displaystyle n}-elementowego:
{\displaystyle B_{n}={\frac {1}{e}}\sum _{k=0}^{\infty }{\frac {k^{n}}{k!}}.}
Liczbę {\displaystyle B_{n}} nazywa się {\displaystyle n}-tą liczbą Bella na cześć Erica Temple Bella.
Powyższy wzór może być postrzegany jako szczególny przypadek, dla {\displaystyle x=0,} bardziej ogólnego stosunku:
{\displaystyle {\frac {1}{e}}\sum _{k=x}^{\infty }{\frac {k^{n}}{(k-x)!}}=\sum _{k=0}^{n}{n \choose k}B_{k}x^{n-k}.}
Nazwą tą określa się również ogólniejszy wzór na wielomiany Bella:
{\displaystyle B_{n}(x)=e^{-x}\sum _{k=0}^{\infty }{\frac {k^{n}}{k!}}x^{k}.}

## Treść probabilistyczna
Wyrażenie dane przez wzór Dobińskiego jest {\displaystyle n}-tym momentem rozkładu Poissona z wartością oczekiwaną 1. Innymi słowy, wzór Dobińskiego stwierdza, że liczba podziałów zbioru mocy {\displaystyle n} jest równa {\displaystyle n}-temu momentowi tego rozkładu.

## Dowód
Dowód podany tu jest adaptacją do probabilistycznego języka dowodu danego przez Gian-Carlo Rotę.
W kombinatoryce używa się symbolu Pochhammera {\displaystyle (x)_{n}} na oznaczenie silni dolnej:
{\displaystyle (x)_{n}=x(x-1)(x-2)\dots (x-n+1),}
podczas gdy w teorii funkcji specjalnych ten sam zapis oznacza silnię górną. Jeśli {\displaystyle x} i {\displaystyle n} są nieujemnymi liczbami całkowitym, {\displaystyle 0\leqslant n\leqslant x,} to {\displaystyle (x)_{n}} jest liczbą tych funkcji różnowartościowych, które odwzorowują zbiór mocy {\displaystyle n} w zbiór mocy {\displaystyle x.}
Niech {\displaystyle f} będzie dowolną funkcją ze zbioru {\displaystyle A} mocy {\displaystyle n} na zbiór {\displaystyle B} mocy {\displaystyle x.} Dla dowolnego {\displaystyle u\in B,} niech {\displaystyle f^{-1}(u)=\{v\in A\colon f(v)=u\}.} Wtedy {\displaystyle \{f^{-1}(u)\colon u\in B\}} jest podziałem zbioru {\displaystyle A} wprowadzonym przez relacji równoważności „bycia w tym samym włóknie”. Tę relację równoważności nazywa się jądrem funkcji {\displaystyle f.} Dowolna funkcja z {\displaystyle A} do {\displaystyle B} rozkłada się na:
- jedną funkcję która mapuje element A do tej części jądra, do której on należy, oraz
- inną funkcję, która jest koniecznie różnowartościowa, która mapuje jądro w zbiór {\displaystyle B.}

Pierwszy z tych dwóch czynników jest całkowicie określony przez podział π, który jest jądrem. Liczba funkcji różnowartościowych z π do {\displaystyle B} jest równa {\displaystyle (x)_{|\pi |},} gdzie {\displaystyle |\pi |} jest liczbą czynników podziału {\displaystyle \pi .} Tak więc łączna liczba funkcji ze zbioru {\displaystyle A} mocy {\displaystyle n} w zbiór {\displaystyle B} mocy {\displaystyle x} jest równa:
{\displaystyle \sum _{\pi }(x)_{|\pi |},}
indeks π przebiega przez zbiór wszystkich podziałów {\displaystyle A.} Z drugiej strony liczba funkcji z {\displaystyle A} do {\displaystyle B} jest równa {\displaystyle x^{n}.} Stąd wynika:
{\displaystyle x^{n}=\sum _{\pi }(x)_{|\pi |}.}
Jeśli {\displaystyle X} jest zmienną losową o rozkładzie Poissona z wartością oczekiwaną 1, wtedy {\displaystyle n}-ty moment tego rozkładu prawdopodobieństwa jest dany przez:
{\displaystyle E(X^{n})=\sum _{\pi }E((X)_{|\pi |}).}
Ale wszystkie momenty silni {\displaystyle \mathrm {E} ((X)_{k})} tego rozkładu prawdopodobieństwa są równe 1. Zatem:
{\displaystyle E(X^{n})=\sum _{\pi }1}
i to jest właśnie liczba podziałów zbioru {\displaystyle A,} q.e.d.